# Horreds kyrka
Horreds kyrka ligger på en ås med utblick över Viskadalen i samhället Horred i sydvästra delen av Marks kommun Den tillhör Horreds församling i Göteborgs stift.

## Kyrkobyggnaden
Nuvarande kyrka i Karl Johansstil är byggd av byggmästare Pehr Nilsson och invigd 1828. Kyrkan består av ett rektangulärt långhus med ett tresidigt avslutat kor i öster. Norr om koret ligger sakristian och vid långhusets västra sida finns ett kyrktorn. Ingångar finns i väster via tornets bottenvåning samt mitt på långhusets nord- och sydsida. Exteriören är välbevarad och typisk för byggnadstidens enkla nyklassicism. Väggarna är vitputsade och genombryts av stora, rundvälvda fönsteröppningar. Kyrktornet kröns av en spåntäckt huv med plåtslagen lanternin. Långhuset har ett tegeltäckt sadeltak som är valmat över koret. Kyrkorummet täcks av ett tunnvalv av trä.

## Historik
En äldre stenkyrka från medeltiden, som stod strax intill, raserades när nuvarande kyrka färdigställdes 1828. Gamla kyrkans norra mur ingår delvis i nuvarande kyrkas södra mur. Åren 1935-1936 renoverades kyrkan, först utvändigt och sedan invändigt. Yttertaket reparerades och lades sedan om. Tornets ytterväggar och stigluckorna kalkades om. En ny sakristia inreddes bakom altaret. Åren 1953-1954 genomfördes en omfattande renovering under ledning av arkitekt Sigfrid Ericson. Ytterväggarna vitkalkades och torntaket belades med nya ekspån. Innerväggarna målades om samtidigt som gamla kvadermålningen behölls. 1970 byggdes en ny sakristia vid norra sidan om koret och ersatte sakristian i koret bakom altaret. Sakristian uppfördes efter ritningar av arkitekt Lars Rune Bengtsson från Mariestad.

## Interiör
Altaruppsatsen och predikstolen, som båda är från 1700-talet, överfördes från den gamla kyrkan. 1893 dekorerades kyrkorummet med en målad kvaderimitation, som ännu är bevarad. Korfönstrens ytterbågar försågs 1949 med glasmålningar som är signerade av Yngve Lundström och N P Ringström. Vid restaureringen 1970 gjordes vissa ombyggnader av vapenhuset i kyrkans västra del som fick nya dörrar. Två smala trappor upp till läktaren ersattes av en ny bredare trappa. Ett toalettrum inreddes.

## Inventarier

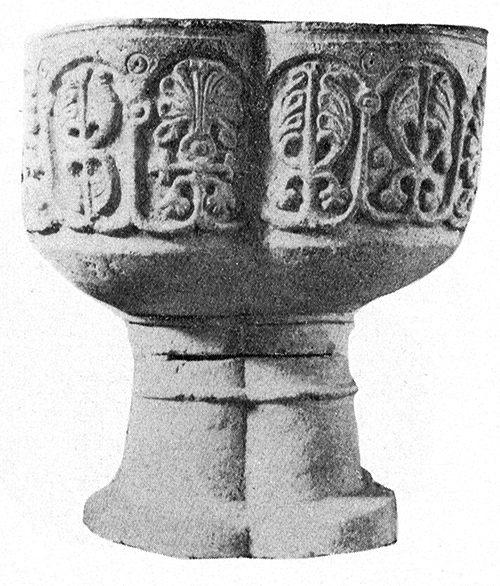
Dopfunten.

- Dopfunt av täljsten, som tillhör den grupp döpts efter funten i Starrkärrs kyrka. Den är tillverkad under senare delen av 1200-talet i två fyrpassformade delar med höjden 78 cm. Cuppan har rakt liv med rundad undersida med ett kort skaft och en rundstav nedtill. Längs livet en arkadindelning med femton rundbågiga arkader, utsmyckade enligt Starrkärrskolans mönster. Foten har ett skrånande skaft som avslutas upptill med en rundstav. Uttömningshål saknas.[1]
- Altaruppsatsen från 1733 är utförd av Jonas Elfvenberg och har nattvardens instiftelse som motiv.
- Predikstolen i barockstil är från omkring 1700 och är försedd med avbildningar av de fyra evangelisterna.
- I norra delen av koret finns en ljuskrona som tillverkades 1784 av Sven Stenberg i Lidköping. Mittemot finns en ljuskrona som är en nutida kopia av denna krona. Alla övriga ljuskronor är tillverkade på 1900-talet.
- En gammal kassakista förvaras i tornet. I kistan förvarades förr kyrksilvret och kyrkokassan. Kistan är försedd med tre olika lås. De båda kyrkvärdarna hade varsin nyckel och prästen hade den tredje nyckeln. Ingen kunde öppna kistan ensam.
- En mässkrud av mönstrad sammet är från 1600-talets första hälft. Ursprungligen var skruden röd men har under årens lopp fått en gulbrun kulör.

### Klockor
- Tre klockor hänger i tornet. Storklockan är från 1927 medan de andra två är av senmedeltida typ. Den större har en kort inskrift: help maria och därtill en unik ristad labyrint med öppningen uppåt.[2]

### Orgel
- Nuvarande orgel med arton stämmor byggdes 1973 av Tostareds Kyrkorgelfabrik.

## Omgivning
- Intill kyrkan på norra sidan står en vitputsad liten byggnad som kallas vinkällaren, som ursprungligen är ett benhus från medeltiden. Här lade man in de ben som kom upp när man grävde om gravarna. Huset kröns av en vindflöjel formad som ett drakhuvud och bär årtalet 1714. Flöjeln har förmodligen suttit på den gamla kyrkans trätorn. Under 1900-talet byggdes vinkällaren till åt öster.
- Den så kallade Klockaregården ligger nordväst om kyrkan och är en av gårdarna från den gamla kyrkbyn.
- Kyrkan och kyrkogården omges av en hög och välbyggd, kallmurad stenmur som uppfördes 1791. I muren finns tre vitputsade stigluckor från 1792 åt norr, öster och söder. Även åt väster har en stiglucka funnits men den revs 1904 när kyrkogården utvidgades åt väster. För att öka framkomligheten ersattes stigluckan av en grindöppning framför ingången till kyrktornet. Delar av stigluckan finns kvar i muren nära kyrkstallet.
- En större parkeringsplats ligger öster om kyrkan. Bortom parkeringsplatsen finns församlingshemmet. Församlingshemmet uppfördes 1964 i rött tegel och byggdes till 1994.